# Mount Enterprise, Texas
Mount Enterprise là một thành phố thuộc quận Rusk, tiểu bang Texas, Hoa Kỳ. Năm 2010, dân số của xã này là 447 người.

## Dân số
- Dân số năm 2000: 525 người.
- Dân số năm 2010: 447 người.